# Moshoeshoe I
Moshoeshoe I także Mshweshwe, Moszesz właśc. Lepoqo (ur. ok. 1786, zm. 11 marca 1870 w Thaba Bosiu, Basuto) – wódz i twórca państwa ludu Soto – Basuto – w południowej Afryce. Walczył z Brytyjczykami i Burami, w obliczu zagrożenia przez Burów, oddał państwo pod opiekę Wielkiej Brytanii, która zaanektowała Basuto w 1868 roku i przekształciła w protektorat. 

## Życiorys
Moshoeshoe I urodził się ok. 1786 roku w okolicach Menkhoaneng w północnej części dzisiejszego Lesotho. Był synem Mokhachane, jednego z klanowych wodzów Mokateli (klan Koena). Przy urodzeniu nadano mu imię Lepoqo (dosł. „spór”), a po rytualnym obrzezaniu nazywano Letlamą (dosł. „ten, który jednoczy”). W młodości zdobył sławę skutecznego przywódcy grup uprowadzających stada bydła. Wówczas przyjął imię Moshoeshoe, pochodzące od dźwięku powstającego podczas golenia nożem i symbolizujące biegłość Moshoeshoe w goleniu.    
W czasie mfekane (także lifaqane) – okresie niepokojów społecznych i politycznych na płaskowyżu Wysoki Weld w latach 20. i 30. XIX w. wywołanych m.in. trwającą od 1790 roku suszą i przyjazdem białych osadników – Moshoeshoe skonsolidował władzę i zjednoczył swoich zwolenników, z którymi osiedlił się w pobliżu góry Butha-Buthe. Była to po części odpowiedź na atak członków ludu Amangwane pod przywództwem wodza Matiwanego, w wyniku którego grupa Moshoeshoe straciła 2000 sztuk bydła. By utrzymać pokój, Moshoeshoe zapłacił Matiwanemu trybut. Osiedlenie koło Butha-Buthe spowodowane było również chęcią ucieczki przed powtarzającymi się najazdami członków ludu Batlokwa pod przywództwem wodza Sekonyela. W 1824 roku, po trudnej obronie przed atakującymi Batlokwa, Moshoeshoe opuścił swoją siedzibę i przeniósł się wraz z ludźmi na południe na płaskowyż nazwany później Thaba Bosiu (z sotho „Góra Nocy”). Płaskowyż o powierzchni ok. 7 km², był dogodnym miejscem do schronienia się, z uwagi na jego strome, niemal pionowe, zbocza, jedyne sześć ścieżek prowadzących na szczyt i obecność ośmiu źródeł wody pitnej na szczycie. Pomimo wielokrotnych ataków, płaskowyż nigdy nie został zdobyty. 
Moshoeshoe oferował ochronę i bydło uciekającym przed mfekane ludziom, zyskując ich poparcie a liczba jego zwolenników stale rosła. Coraz dalej wypuszczał się w poszukiwaniu bydła i stosował zabiegi dyplomatyczne, by zapewnić pokój. Zawarł porozumienie z wodzem Baphuthi  – Morosim, a wodzowi Zulusów Czace złożył hołd, darując mu strusie pióra i uznając go za „najbardziej potężną istotę na Ziemi po Bogu”.    
W 1828 roku Thaba Bosiu próbowali zdobyć pobici przez Zulusów Amangwane – bez powodzenia, pomimo ich czterokrotnej przewagi liczebnej. Po porażce zmuszeni byli wycofać się do Transkei. Po wyjeździe wodza Matiwanego, pozostali na miejscu jeszcze członkowie Amangwane przyjęli ofertę azylu, jaką złożył im Moshoeshoe. Po pokonaniu Amangwane, Moshoeshoe stał się najpotężniejszym wodzem w okolicy. W 1831 roku odparł atak Matabele, a wycofującym się wojownikom podarował bydło, czym zjednał ich sobie i zapewnił pokój.     
Moshoeshoe systematycznie poszerzał terytorium swoich wpływów, osiedlając członków rodziny w dolinie rzeki Caledon. Udało mu się zintegrować mieszkających tam ludzi w jeden naród, który nazwał się Basotho (dosł. „południowi Sotho”), a sam został przez nich zaakceptowany jako ich król – w 1829 roku przyjął tytuł Morena oa Basotho (dosł. „wódz Sotho”), nazywany był również Morena e Moholo (dosł. „wieli wódz”). Pod koniec lat 30 XIX w. Moshoeshoe posiadał liczne stada bydła i miał prawie 200 żon. Utworzone królestwo nazwano Basuto, a plemię nazwano Basutosami. 
W latach 30. XIX w. wobec zagrożenia integralności swego królestwa, zwłaszcza ze strony Burów napływających z leżącego na zachód Wolnego Państwa Orania uznał, że potrzebni mu będą biali doradcy i wystarał się o przybycie misjonarzy. 
W 1832 roku Moshoeshoe zaprosił do siebie, przejeżdżającego w pobliżu Adama Krotza – byłego niewolnika i myśliwego Griekwa, który mieszkał niedaleko Philippolis. Krotz przekazał wodzowi informacje na temat Europejczyków i najprawdopodobniej opowiedział o misjonarzach. Przypisując strategiczną przewagę Griekwa nad Basotho właśnie obecności misjonarzy, Moshoeshoe miał przekazać Krotzowi 200 sztuk bydła, by ten sprowadził mu misjonarzy. Chociaż bydło zostało rozkradzione, wieści o transakcji dotarły do misjonarzy protestanckich z Société des missions évangéliques de Paris i trzech z nich – Thomas Arbousset (1810–1870), Eugene Casalis (1812–1891) i Constant Gosselin (1800–1872) przybyło do Thaba Bosiu w 1833 roku. Misjonarze zamieszkali w osadzie – obecnym miasteczku Morija. Moshoeshoe pomimo zainteresowań chrześcijaństwem, nie przeszedł nawrócenia, a do misjonarzy wysłał swoich dwóch starszych synów. 
Casalis stał się jego bliskim doradcą w sprawach kontaktu z Europejczykami i pełnił funkcję sekretarza stanu. Pod koniec lat 30. XIX w., podczas Wielkiego Treku, przez terytorium Moshoeshoe przechodzili Burowie z Kolonii Przylądkowej, którym wódz zezwolił na wypas bydła podczas wędrówki. Burowie jednak zaczęli się osiedlać w zachodniej części terytorium – późniejszym Wolnym Państwie Orania. W 1843 roku, za radą Casalisa, Moshoeshoe podpisał strategiczny traktat z brytyjskim gubernatorem Kolonii Przylądkowej, George Napierem (1784–1855), licząc na jego wsparcie przeciw zagrażającym mu z Oranii Burom. Traktat uznawał terytorium Moshoeshoe i jego samego jako władcę, oraz ustanawiał granicę z Burami, którzy zachowali zajęte tereny. W 1849 roku, pomimo utraty kolejnej części swojego terytorium – Zwierzchnictwo Rzeki Oranje, uznał nową granicę z Brytyjczykami. Decyzja ta nie spotkała się z poparciem wszystkich wodzów Moshoeshoe, którzy nie uznali granicy. Według niektórych badaczy decyzja Moshoeshoe mogła być posunięciem czysto taktycznym – w rzeczywistości główny wódz, chcąc utrzymać władzę, miał nawet nawoływać innych wodzów do oporu przeciwko Brytyjczykom. Dwukrotnie wojska Moshoeshoe pokonały Brytyjczyków – w bitwie pod Konoyana w roku 1851 oraz w bitwie pod Viervoet w 1852 roku. Moshoeshoe niezwłocznie po tym wysłał jednak do brytyjskiego dowódcy George'a Cathcarta (1794–1854) odezwę, która pozwoliła Cathcartowi ogłosić swoje zwycięstwo i zakończyć ten konflikt na drodze dyplomatycznej. 

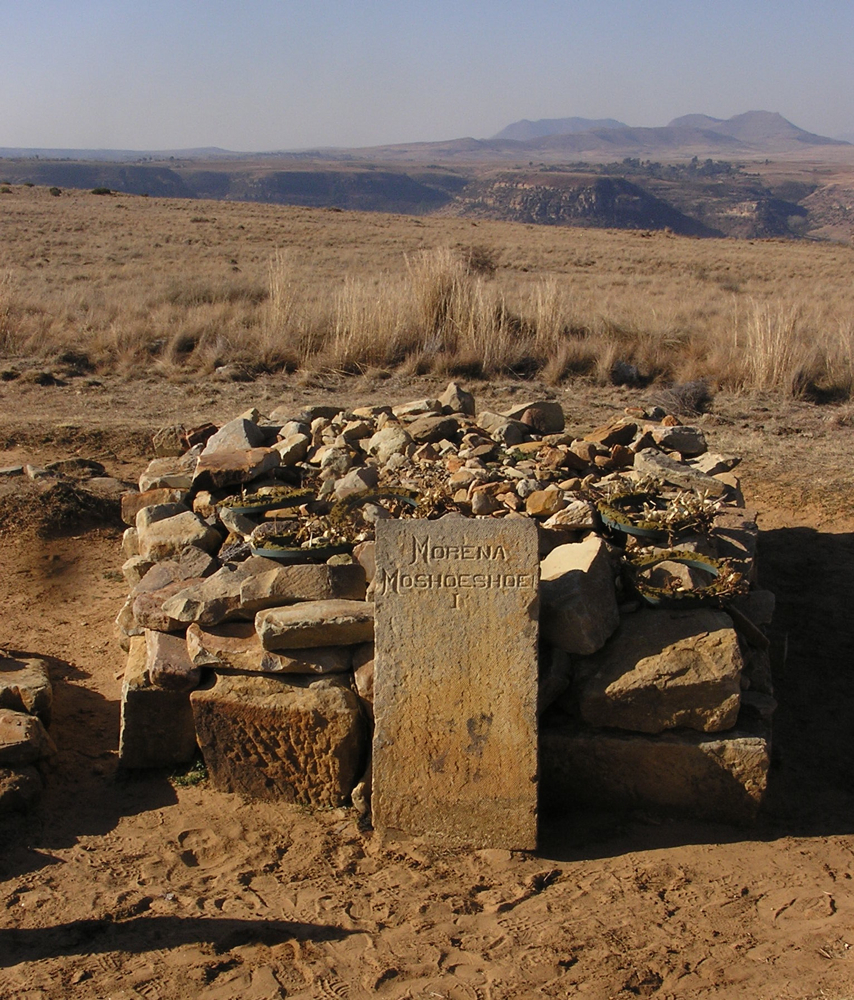
Grób Moshoeshoe, Thaba Mosiu

Późniejsze lata przyniosły kolejne konflikty; po wycofaniu się Brytyjczyków z tego regionu w 1854 roku, w roku 1858 doszło do wojny z Burami, która zakończyła się patem. W 1860 roku Moshoeshoe podjął próby ponownego zdobycia protekcji Brytyjczyków, spotykając się z księciem Alfredem, synem królowej Wiktorii. Rok później wysłał do Londynu list z konkretną propozycją układu, jednak Wielka Brytania nie była zainteresowana.    
W 1865 roku rozpoczęła się kolejna wojna z Oranią. W 1866 Burowie spalili dojrzałe zboże na polu. W obliczu głodu, Molapo – syn Moshoeshoe, a później sam Moshoeshoe, podpisał traktat pokojowy z Burami. W wyniku traktatu z Thaba Bosiu w marcu 1866 roku, Moshoeshoe stracił znaczną część nizin na zachodzie swego terytorium. Zawarcie traktatu miało być kolejnym taktycznym posunięciem Moshoeshoe, który potrzebował czasu na zgromadzenie sił i planował natarcie na Burów. Do kolejnej wojny doszło w 1867 roku, jednak szybko okazało się, że Moshoeshoe nie ma w pełni kontroli nad swoimi ludźmi – niektórzy z jego synów odmówili mu wsparcia, a jego brat zawarł oddzielny traktat. W tym samym roku Moshoeshoe zwrócił się ponownie z prośbą o protektorat Wielkiej Brytanii, zdawszy sobie sprawę, że nie będzie w stanie sam powstrzymywać naporu Burów. Wielka Brytania zaanektowała terytorium Moshoeshoe i utworzyła protektorat w 1868 roku, a podpisany rok później z Burami traktat określił granice tego kraju, identyczne z granicami obecnego Lesotho.
Pod koniec życia, Moshoeshoe podjął próbę pogodzenia rodzin swoich synów, by zapewnić krajowi jednowładztwo. Moshoeshoe zmarł 11 marca 1870 w Thaba Bosiu.   
Moshoeshoe uznawany był za dobrego i sprawiedliwego władcę, wypracowującego konsensus wśród swoich ludzi podczas zgromadzeń pitso. Miał m.in. przekonać swoich zwolenników, by nie zabijali kanibali, których ofiarą padł jego dziadek, ponieważ czyn ten zakłóciłby groby jego przodka. Był przeciwnikiem alkoholu i tytoniu. Bogactwo Moshoeshoe pochodziło głównie z kradzieży bydła ludziom Thembu oraz z pracy na jego rzecz wykonywanej w ramach stosowanego przez niego systemu matsema. Pomimo że musiał oddać swój kraj pod obcy protektorat, straciwszy wcześniej znaczną część jego terytorium, to zapisał się w historii swego kraju jako postać, która stworzyła jego naród i zachowała kulturę.